# Signoretia yangi
Signoretia yangi är en insektsart som beskrevs av Li 1995. Signoretia yangi ingår i släktet Signoretia och familjen dvärgstritar. Inga underarter finns listade i Catalogue of Life.